# 米夫謝瓦
49°36′18″N 24°26′21″E / 49.60500°N 24.43917°E
米夫謝瓦（烏克蘭語：Мивсева），是烏克蘭西部的村莊，隸屬利維夫州的利維夫區。該村始建於1757年，面積1.24平方公里，海拔高度315米，2001年人口43，人口密度每平方公里34.68人。